# Jerry Dupont
Jérôme Robert „Jerry“ Dupont (* 21. Februar 1962 in Ottawa, Ontario) ist ein ehemaliger kanadischer Eishockeyspieler und -trainer, der im Verlauf seiner aktiven Karriere zwischen 1978 und 1987 unter anderem 234 Spiele für die Chicago Black Hawks und Toronto Maple Leafs in der National Hockey League (NHL) auf der Position des Verteidigers bestritten hat.

## Karriere
Dupont war während seiner Juniorenzeit zwischen 1978 und 1981 für die Toronto Marlboros in der Ontario Major Junior Hockey League (OMJHL) bzw. Ontario Hockey League (OHL) aktiv. Das Talent des Verteidigers blieb dabei nicht unentdeckt und so wurde er nach seinem zweiten Jahr bei den Junioren im NHL Entry Draft 1980 bereits an der 15. Gesamtposition von den Chicago Black Hawks aus der National Hockey League (NHL) ausgewählt. Er blieb daraufhin aber noch ein weiteres Jahr bei den Marlboros.
Erst zur Saison 1981/82 wagte der Nachwuchsspieler den Sprung in die NHL und stand im Verlauf der Spielzeit in 34 Partien für Chicago auf dem Eis. Zum Ende des Spieljahres wurde er noch einmal an die Toronto Marlboros ausgeliehen, mit denen er den Sprung in die Playoffs schaffte. Die folgende Saison verbrachte der 20-Jährige bei Chicagos Farmteam, den Springfield Indians, in der American Hockey League, wodurch er nur eine Partie für die Black Hawks selbst absolvierte. In der darauffolgenden Spielzeit steigerte der Abwehrspieler seine NHL-Einsätze wieder, ehe er ab der Saison 1984/85 für die folgenden zwei Spieljahre vollwertig dem NHL-Aufgebot angehörte.
Da der Kanadier in seiner Entwicklung aber stagnierte, trennten sich die Chicago Blackhawks im September 1986 gemeinsam mit Ken Yaremchuk und Chicagos Viertrunden-Wahlrecht im NHL Entry Draft 1987 von ihm und gaben ihn nach einem Entscheid der Liga an die Toronto Maple Leafs ab, nachdem die Blackhawks zuvor Torontos Gary Nylund als Free Agent verpflichtet hatten. Dupont absolvierte die Spielzeit in der Organisation der Maple Leafs, in der er 13-mal für Toronto und 29-mal für deren AHL-Kooperationspartner Newmarket Saints zum Einsatz kam, und beendete im Anschluss im Alter von 25 Jahren seine aktive Karriere vorzeitig. In der Folge widmete er sich der Ausbildung junger Eishockeyspieler in der Provinz Ontario und betreute zwischen 2008 und 2010 die Olympiques de Gatineau aus der Ligue de hockey junior majeur du Québec (LHJMQ) als Cheftrainer.

## Karrierestatistik
(Legende zur Spielerstatistik: Sp oder GP = absolvierte Spiele; T oder G = erzielte Tore; V oder A = erzielte Assists; Pkt oder Pts = erzielte Scorerpunkte; SM oder PIM = erhaltene Strafminuten; +/− = Plus/Minus-Bilanz; PP = erzielte Überzahltore; SH = erzielte Unterzahltore; GW = erzielte Siegtore; 1 Play-downs/Relegation; Kursiv: Statistik nicht vollständig)